# Udo Lindenberg
Udo Lindenberg (n. 17 mai 1946, Gronau, Renania de Nord-Westfalia, Germania) este un cântăreț de muzică rock, scriitor și pictor german.